# 비키니

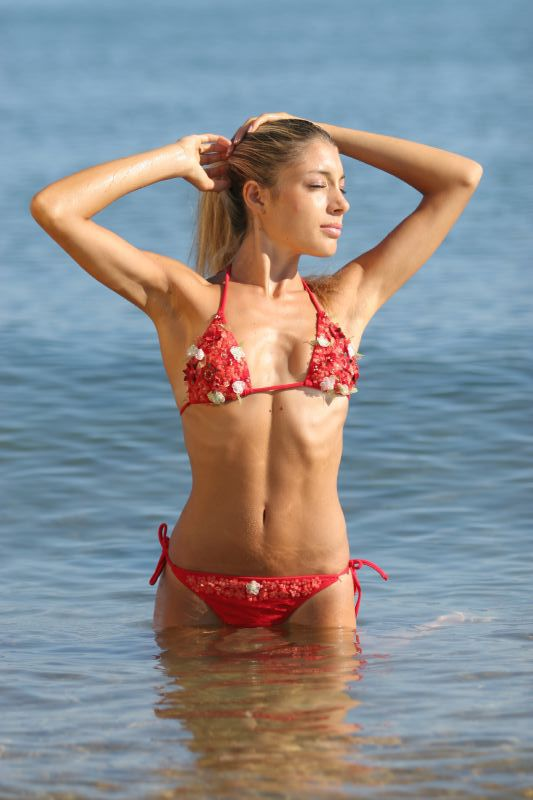
해변에서 비키니를 입은 여자의 모습

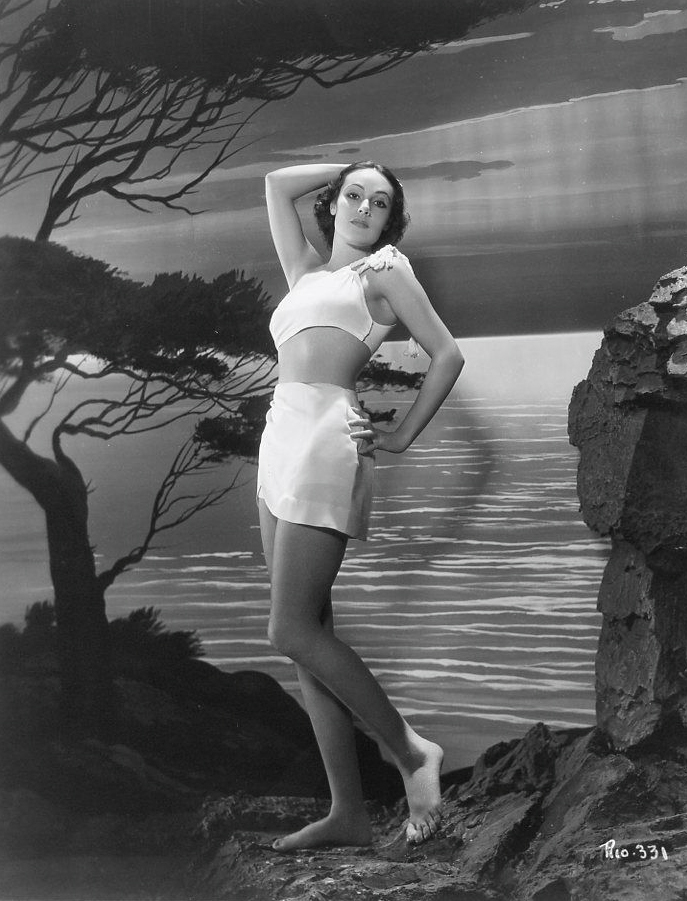
멕시코의 여배우 돌로레스 델 리오가 영화 인 칼리엔테(1935)의 홍보 사진에서 포즈를 취하고 있다. 델 리오는 투피스 수영복을 입은 선구자였다.

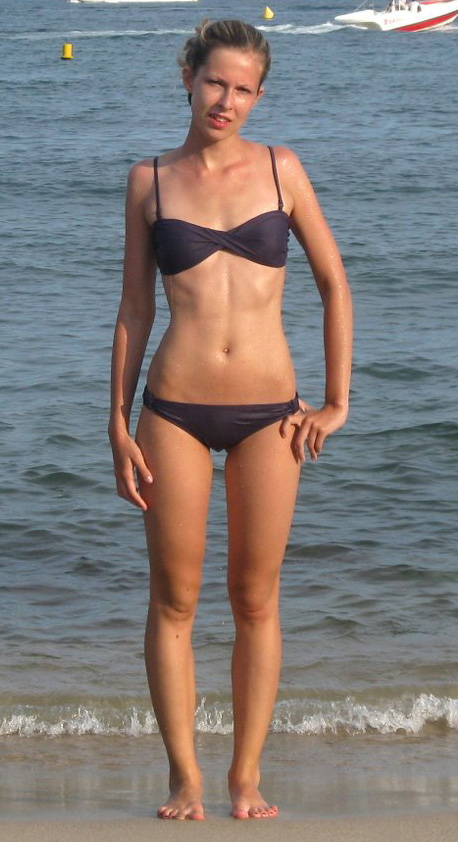
2009년 해변에서 검은 비키니를 입은 한 여성

비키니(영어: bikini)는 두 조각으로 구성된 여성용 수영복으로 윗부분에는 여성의 가슴을 가리는 삼각형 천, 아랫부분에는 앞부분의 골반, 뒷부분의 엉덩이를 덮고 배꼽을 드러내는 두 개의 삼각형 천이 있다. 가슴, 골반, 엉덩이를 완전히 커버하는 비키니부터 치구만 덮고 엉덩이를 과감히 드러내는 T팬티나 G스트링, 유륜보다 조금 덜한 윗부분에 이르기까지 윗부분과 아랫부분의 크기는 다양한 편이다.
1946년 5월에 프랑스 파리의 패션 디자이너였던 자크 에임이 "세계에서 가장 작은 수영복"이라고 광고한 아톰(Atome)이라는 여성용 투피스 수영복 디자인을 출시했다. 하지만 당시의 수영복처럼 착용한 사람의 배꼽을 덮었기 때문에 많은 관심을 끌지 못했다. 프랑스의 의류 디자이너였던 루이 레아르는 같은 해 7월에 자신의 새롭고 작은 디자인을 선보였다. 레아르는 불과 4일 전에 최초의 공개적인 핵무기 실험이 있었던 비키니 환초에서 이름을 따서 수영복의 이름을 지었다. 레아르의 날씬한 디자인은 착용한 사람의 배꼽과 엉덩이를 과감히 드러내는 점이 특징이었다. 레아르는 런웨이 모델도 착용하지 않을 것이라고 생각했기 때문에 수영복 패션 리뷰 모델 역할을 수행하기 위해 카지노 드 파리에서 활동하던 미셸린 베르나르디니라는 누드댄서를 고용했다.
비키니는 노출이 심한 디자인 때문에 많은 사람들로부터 반대에 부딪혔고 일반 대중들에 의해서 매우 느리게 받아들여지면서 논란이 많은 것으로 여겨졌다. 많은 나라에서 이 디자인은 한동안 해변과 다른 공공장소에서 금지되었다. 프랑스는 1949년에 해안에서 비키니를 입는 것을 금지시켰고 독일은 1970년대까지 공공 수영장에서 비키니를 입는 것을 금지시켰다. 일부 공산주의자들은 비키니를 자본주의적 퇴폐라고 비난했다. 비키니는 또한 일부 여성주의자들로부터 비판에 직면했는데 이들은 비키니를 여성이 아닌 남성의 기호에 맞는 옷이라고 비난했다. 그러나 이러한 반발에도 불구하고 비키니는 조심스럽기는 하지만 20세기 초반에서 후반 내내 잘 팔렸다.
브리지트 바르도, 라켈 웰치, 우르줄라 안드레스와 같은 영화 배우들이 비키니를 입은 상태에서 해변에서 사진을 촬영하거나 영화에 등장하면서 비키니는 노출과 수용도를 높였다. 미니멀리스트 비키니 디자인은 1960년대 중반쯤에 대부분의 서양 국가에서 수영복과 속옷으로 보편화되었다. 또한 20세기 후반까지 비치발리볼과 보디빌딩에서 운동복으로 널리 사용되었다. 그 외에 마케팅 목적과 산업 분류로 사용되는 현대적 디자인의 많은 변형들이 있다. 여기에는 모노키니, 마이크로키니, 탱키니, 트리키니, 퓨비키니, 스커트키니를 포함하며 이에 국한되지 않는다. 남성용 원피스 브리프 수영복은 비키니라고도 할 수 있다. 이와 유사하게 다양한 남성 및 여성 속옷 유형을 비키니 속옷이라고 한다. 비키니는 서양 사회에서 점차 널리 받아들여지고 있다. 2000년대 초반까지 비키니는 매년 8억 1,100만 미국 달러의 사업을 형성했고 비키니 왁싱, 일광욕과 같은 파생 서비스를 증가시켰다.

## 어원과 용어
디자인으로서의 투피스 수영복은 고대에 존재했지만 현대적인 디자인은 1946년 7월 5일에 프랑스 파리에서 처음으로 주목을 끌었다. 프랑스의 자동차 기술자인 루이 레아르는 태평양 마셜 제도에 위치한 비키니 환초에서 이름을 딴 "비키니"라고 이름 지은 디자인을 소개했는데 이는 독일의 식민지 시절에 마셜어로 "피킨니"(Pikinni)라고 부르던 섬을 번역하면서 붙여진 이름이기도 하다. 미국은 4일 전에 크로스로드 작전의 일환으로 비키니 환초에서 처음으로 평시 상황에서 핵실험을 개시했다. 레아르는 자신이 도입한 수영복의 노출 스타일이 비키니 환초에서 일어난 핵실험과 비슷한 충격을 일으킬 만한 폭발적인 상업과 문화적 반응을 일으키기를 기원했다고 한다.
"비키니"(bikini)라는 단어는 이중언어(bilingual), 쌍방향(bilateral)과 같이 라틴어 접두사 '비-'(bi-, 라틴어로 2를 의미)를 포함한 단어들과 비슷한데 이는 1964년에 모노키니를 소개한 미국의 오스트리아 출신 패션 디자이너인 루디 게른라이히(Rudi Gernreich)가 '비'(bi) + '키니'(kini)라는 2가지 부분으로 다시 파생되기도 했다. 탱키니(Tankini), 트리키니(Trikini)와 같은 이후의 수영복 디자인은 이러한 파생성을 더욱 강화했다. 시간이 흐르면서 '-이니 자매'(-ini sisters, 미국의 패션 디자이너인 앤 콜(Anne Cole)이 명명함)를 포함한 '-키니 가족'(-kini family, 미국의 작가인 윌리엄 새파이어(William Safire)가 명명함)은 모노키니(monokini, 누모키니(numokini) 또는 유니키니(unikini)라고도 부름), 시키니(seekini), 탱키니(tankini), 캐미키니(camikini), 히키니(hikini, 힙키니(hipkini)라고도 부름), 미니키니(minikini), 페이스키니(facekini), 부르키니(burkini), 마이크로키니(microkini)를 포함한 다양한 수영복으로 확대되었다. 잉글랜드의 사전 편집자인 수지 덴트(Susie Dent)가 편집하고 2003년에 영국 옥스퍼드 대학교 출판부가 발행한 랭귀지 리포트(Language Report)는 탱키니의 2가지 변형인 밴도키니(bandeaukini), 캠키니(camkini)와 같은 사전 편찬상의 신조어를 관찰해야 할 중요한 대상으로 간주한다. 원래 비키니는 레아르의 등록 상표였지만 나중에 보통명칭화되었다.
비키니와 관련된 용어의 변형은 홍보 목적과 산업 분류를 위한 스타일적 변화를 설명하기 위해 사용된다. 여기에는 모노키니(monokini), 마이크로키니(microkini), 탱키니(tankini), 트리키니(trikini), 퓨비키니(pubikini, 입는 사람의 치구가 노출된 모노키니), 밴도키니(bandeaukini), 스커트키니(skirtini, 상단은 비키니, 하단은 치마 형식을 띤 비키니) 등이 포함된다. 남성의 삼각 수영복은 비키니로도 불릴 수 있다. 이와 비슷하게 다양한 남성 및 여성 속옷 유형을 비키니 속옷이라고 한다.

## 역사

### 고대
잉글랜드의 고고학자인 제임스 멜라트(James Mellaart)는 터키 아나톨리아 지방에 위치한 신석기 시대의 차탈회위크(Çatalhöyük, 기원전 5600년경) 유적에서 어머니 여신이 비키니와 같은 옷을 입고 2마리의 표범 위에 올라탄 것으로 묘사되었다고 설명했다. 투피스 수영복은 기원전 1400년까지 거슬러 올라가는 항아리와 그림에서 여자 선수들이 입었던 비키니와 같은 의상이 묘사된 고대 그리스·고대 로마 시대의 수영복으로 거슬러 올라간다.
로마 제국의 디오클레티아누스 황제 시대(기원후 286년 ~ 305년)부터 유래된 시칠리아의 고대 로마의 빌라 바닥에 있는 모자이크 작품인 승자의 대관식은 젊은 여성들이 비키니와 같은 옷(현대 어휘에서는 밴도키니라고 부름)을 입고 역도, 원반던지기, 구기 경기에 참가하는 모습을 묘사하고 있다. 시칠리아에 위치한 빌라 로마나 델 카살레(Villa Romana del Casale) 유적에 있는 모자이크 벽화에는 시대착오적으로 비키니를 입은 여인이라고 부르는 10명의 처녀가 등장한다. 그 외의 로마 제국의 고고학 유적들도 비키니와 비슷한 옷을 입은 베누스 여신을 묘사하고 있다. 폼페이 유적에서는 카사 델라 베네레(Casa della Venere), 줄리아 펠릭스 가문의 타블리눔, 비아 델라본단차의 아트리움 정원에서 비키니를 입은 베누스 조각상이 발견되었다.

### 서양에서의 효시

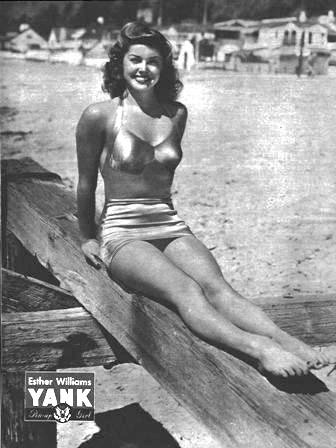
1945년에 발행된 미국의 군사 주간지 "양크"(Yank)의 핀업걸 사진에 등장한 에스터 윌리엄스

기독교의 영향을 받은 서양에서는 수영이나 야외에서 수영하는 것이 권장되지 않았기 때문에 18세기까지는 수영이나 수영복에 대한 수요나 필요성이 거의 없었다. 18세기에 제작된 수영 가운은 커버력과 단정함을 유지한 양모나 플란넬로 만들어진 느슨한 발목 길이의 전체 소매의 케미즈형 가운이었다.
1907년에는 오스트레일리아의 수영 선수이자 연기자인 애넷 켈러먼이 잉글랜드에서 처음 등장한 목에서 발끝까지를 덮는 민소매 원피스 수영복을 입은 사실이 문제가 되어 미국 보스턴 해변에서 체포되었다. 이 수영복은 1910년에 유럽의 일부 지역에서 여성 수영복 양식으로 받아들여졌다. 1913년에는 미국의 패션 디자이너인 칼 잰츤(Carl Jantzen)이 최초의 기능성 투피스 수영복을 만들었다. 잰츤은 올림픽에 참가한 여자 수영 선수들로부터 영감을 받아 반바지 모양을 띤 하의와 짧은 소매가 달린 상의가 원피스처럼 연결되어 있고 몸에 꼭 맞는 수영복을 디자인했다.
1920년대와 1930년대에 사람들은 목욕탕과 스파에서 물 마시기에서 햇빛 쐬기로 전환하기 시작했고 수영복 디자인은 기능적인 고려 사항에서 좀 더 장식적인 특징을 포함하도록 바뀌었다. 레이온은 1920년대에 몸에 딱 붙는 수영복 제조에 사용되었지만 내구성이 약하다는 단점이 있었는데 특히 습할 때에 문제가 있는 것으로 드러났다. 그 외에 저지, 견섬유도 가끔 사용되었다. 1930년대까지 수영복 제조 업체들은 뒤쪽의 목선을 낮추고 소매를 제거하는 한편 측면을 조였다. 새로운 의류 소재, 특히 라텍스와 나일론의 개발과 함께 수영복은 일광욕을 위해 낮아질 수 있는 어깨 끈으로 1930년대에 걸쳐 점차 몸을 끌어안기 시작했다.
1930년대와 1940년대의 여성 수영복은 몸통 부분의 노출을 증가시켰다. 특히 1932년에 개봉된 할리우드 영화 "쓰리 온 어 매치"(Three on a Match)에서는 몸통을 드러내는 투피스 수영복이 등장했다. 1933년에 개봉된 영화 "플라잉 다운 투 리오"(Flying Down to Rio)에서 주연을 맡은 멕시코의 배우인 돌로레스 델리오는 스크린에서 투피스 여성 수영복을 입은 최초의 주요 스타였다.
1940년대 후반과 1950년대에 발행된 청소년 잡지들은 몸통을 드러내는 수영복, 상의와 비슷한 디자인을 특집으로 다루었다. 그러나 미드리프(Midriff) 패션은 해변과 비공식 행사만을 위한 것으로 명시되었으며 공공장소에서는 외설적인 것으로 간주되었다. 할리우드는 1949년에 개봉된 "넵튠의 딸"(Neptune's Daughter)과 같은 영화에서 에스터 윌리엄스가 '더블 엔트레'(Double Entendre), '허니 차일드'(Honey Child)와 같은 자극적인 이름을 가진 의상을 입었던 새로운 매력을 지지했다.
제2차 세계 대전 기간 동안의 전시 생산은 막대한 양의 면화, 실크, 나일론, 양모, 가죽, 고무를 필요로 했다. 1942년에는 미국 전쟁 생산 위원회가 규정 L-85를 발표하여 의류에 천연 섬유 사용을 줄이고 여성 수영복에 함유되는 섬유의 양을 10% 정도 줄일 것을 의무화했다. 규정을 준수하기 위해 수영복 제조 업체는 치마와 그 외의 부착물을 제거하고 몸통을 드러내는 투피스 수영복의 생산을 늘렸다. 또한 유럽에서 해수욕장에 가는 것에 대한 관심이 많지 않았기 때문에 모든 수영복에 대한 수요는 감소했다.

### 현대적인 비키니
1946년 여름에 서유럽 사람들은 수년 만에 처음으로 전쟁 없는 여름을 즐겼다. 프랑스의 패션 디자이너들은 사람들의 해방된 분위기에 어울리는 패션을 전달하기 위해 노력했다. 원단은 여전히 품귀 상태였기 때문에 프랑스의 패션 디자이너인 자크 에임(Jacques Heim)과 루이 레아르(Louis Réard)는 1946년에 거의 동시에 새로운 투피스 수영복 디자인을 출시했다. 에임은 파리에서 가장 작은 물질의 입자라는 뜻을 가진 '아톰'(Atome)이라는 투피스 수영복 디자인을 출시하면서 "세계에서 가장 작은 수영복"이라고 설명했다. 1930년대에 출시된 투피스 수영복보다는 짧았지만 에임의 새로운 투피스 수영복의 밑단은 여전히 배꼽을 덮고 있었다.
루이 레아르는 '비키니'(bikini)라고 부르는 경쟁적인 투피스 수영복 디자인을 제작했다. 레아르는 해변에서 여성들이 일광욕을 향상시키기 위해 수영복 바지와 상의의 가장자리를 말아올린다는 사실을 알아챘다. 레아르는 미국이 비키니 환초에서 최초의 핵실험을 진행한 지 4일이 지난 7월 5일에 파리에 위치한 대중 수영장인 피신 몰리토르(Piscine Molitor)에서 열린 수영복 평가에서 자신의 디자인을 소개했다. 신문들은 그것에 대한 뉴스로 가득했고 레아르는 자신의 디자인도 그러기를 원했다. 레아르의 '비키니'는 에임의 '아톰'보다 짧게 줄였는데 그의 디자인은 브래지어를 형성하는 2개의 삼각형 천, 치구와 엉덩이를 덮고 끈으로 서로 연결된 2개의 삼각형 천으로 구성되었다. 레아르는 자신의 과감한 노출 디자인을 선보일 패션 모델을 찾을 수 없게 되자 카지노 드 파리에서 활동하던 19세 누드댄서인 미셸린 베르나르디니(Micheline Bernardini)를 고용했다. 레아르는 "비키니는 세계에서 가장 작은 수영복보다 작다. 또한 원자 폭탄처럼 작고 파괴적이다."라고 설명했다. 미국의 프랑스 출신 패션 작가인 다이애나 브릴랜드(Diana Vreeland)는 비키니를 "패션의 원자 폭탄"이라고 묘사했다. 베르나르디니는 50,000통에 달하는 팬레터를 받았는데 이 가운데 다수는 남성들로부터 받았다.
베르나르디니의 사진과 그 행사에 대한 기사들은 언론에 의해 널리 보도되었다. 특히 프랑스에서 발행된 영어 신문인 인터내셔널 헤럴드 트리뷴(International Herald Tribune)은 9개에 달하는 기사를 게재하기도 했다. 프랑스의 신문인 르 피가로는 "사람들은 바다와 태양의 소박한 즐거움을 갈망하고 있었다. 여성들에게 비키니를 입는 것은 일종의 2차 해방의 신호였다. 이것에 대해 성적인 것은 정말 아무것도 없었다. 그것은 대신 자유의 축전과 삶의 기쁨으로의 회귀였다."라고 설명했다.
에임의 아톰은 1940년대의 적절성과 더 부합했지만 레아르의 디자인은 대중의 관심을 끌었다. 에임의 디자인은 해변에서 처음 입었던 것이었고 처음에는 수영복을 더 많이 팔았지만 레아르는 이러한 투피스 수영복을 비키니로 묘사했다. 경쟁 디자인이 등장하자 레아르는 광고에서 "수영복은 결혼 반지로 당겨지지 않는 한 진정한 비키니가 될 수 없다."고 선언했다. 현대적인 비키니는 처음에 면과 저지로 만들어졌다.

### 사회적 저항
그 이후의 역사가 보여주듯이 비키니는 노출이 심한 옷 그 이상이었습니다. 그건 마음가짐이었어요. 

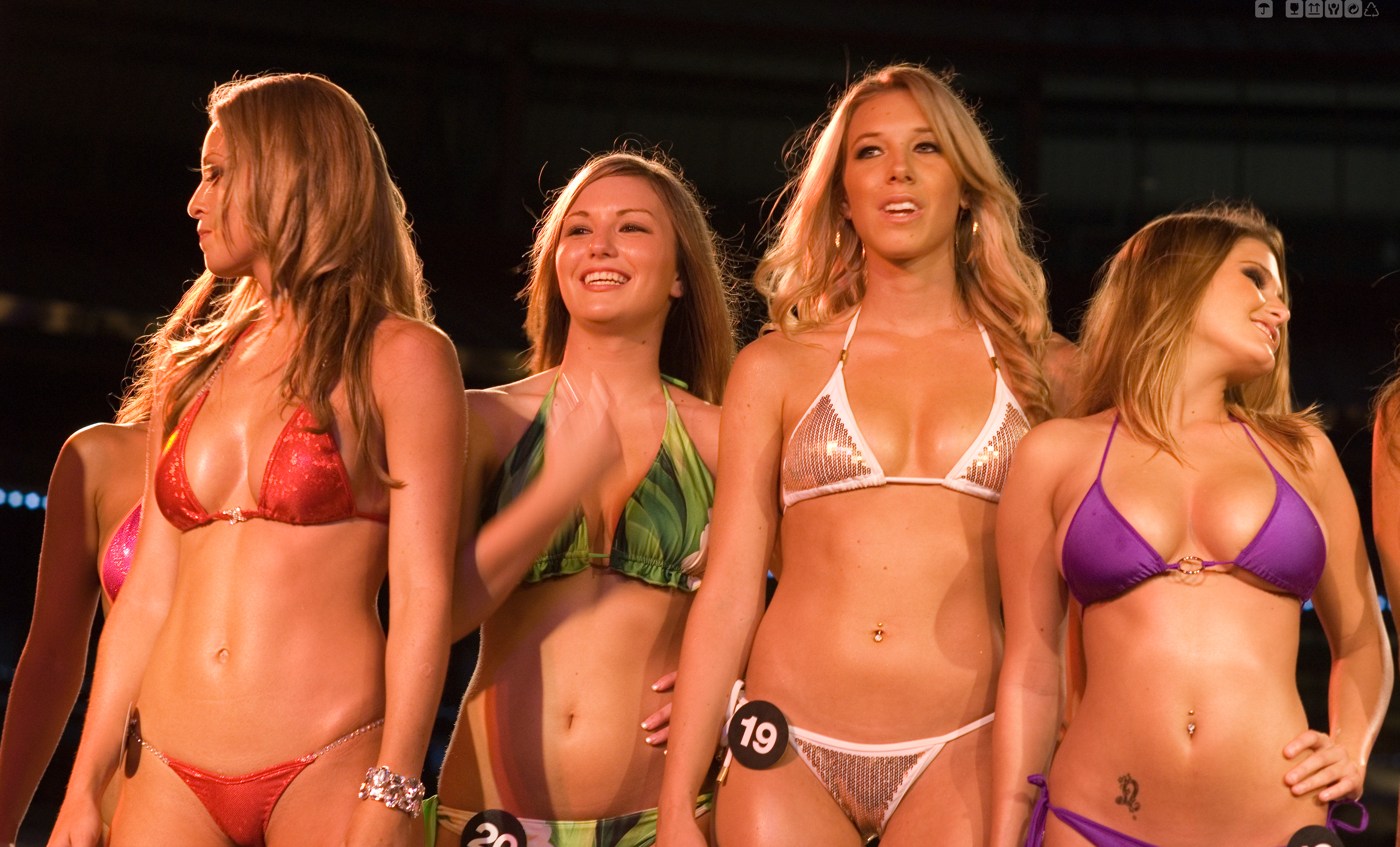
미국에서 열린 후터스 비키니 경연대회

프랑스에서의 초기 성공에도 불구하고 전 세계의 여성들은 전통적인 원피스 수영복을 계속 입었다. 레아르는 판매가 중단된 이후에 다시 정통 니커 디자인 및 판매로 돌아갔다. 1950년에는 미국의 수영복 거물이자 캘리포니아주의 대중 시장 수영복 회사인 콜(Cole)의 소유주였던 프레드 콜(Fred Cole)은 타임 잡지에서 "프랑스의 유명한 비키니를 경멸할 뿐이다."라고 말했다. 레아르는 나중에 비키니를 "자신의 어머니가 갖고 있던 혼전 성씨를 제외한 모든 것을 드러내는 투피스 수영복"이라고 표현했다. 1957년에 발행된 패션 잡지 모던 걸 매거진(Modern Girl Magazine)은 "재치와 품위를 갖춘 소녀가 이런 옷을 입는다는 것은 상상도 할 수 없는 일이기 때문에 소위 비키니에 대해 말을 아낄 필요가 없다."고 했다.
1951년에는 영국의 텔레비전 진행자인 에릭 몰리(Eric Morley)가 그 해에 열린 영국제에서 수영복 광고 기회를 마련하기 위한 미인 대회인 페스티벌 비키니 콘테스트(Festival Bikini Contest)를 조직했다. 언론은 이 광경을 환영했는데 몰리는 미스 월드(Miss World)라는 상표를 등록했다. 이 대회의 우승자는 비키니를 입은 스웨덴의 키키 호칸손(Kiki Håkansson)이었다. 그러나 호칸손은 왕관을 받은 이후에 교황 비오 12세로부터 비난의 대상이 되었고 스페인과 아일랜드는 미스 월드에서 탈퇴하겠다고 위협했다. 1952년에 열린 미스 월드 대회에서는 대회 참가자들의 비키니 착용이 금지되었고 이브닝 드레스로 대체되었다. 또한 비키니를 단정한 디자인으로 수정한 수영복이 사용되었다. 논란의 결과로 인하여 비키니는 전 세계의 많은 미인 대회에서 명백히 금지되었다. 일부에서는 비키니와 미인 대회가 여성에게 자유를 가져다 준다고 생각했지만 일부 여성주의 진영 뿐만 아니라 여성의 신체 노출에 반감을 갖고 있던 종교 및 문화권에 의해 반대의 대상이 되었다.
비키니는 프랑스, 스페인, 이탈리아, 포르투갈을 비롯한 유럽의 여러 나라, 오스트레일리아, 미국의 여러 주에 위치한 해변과 공공장소에서 한동안 착용이 금지되었다. 또한 로마 교황청은 비키니를 부도덕한 옷으로 규정하기도 했다. 1948년에는 이탈리아, 스페인 당국이 해변에서 비키니 착용을 금지시켰고 1949년에는 프랑스 대서양 연안에 위치한 여러 지방 정부가 공공장소에서 비키니 착용을 금지시켰다. 독일은 1970년대까지 표준 수영복 규정에 따라 공공 수영장에서 비키니 착용을 금지시켰다. 1934년부터 시행된 미국 영화의 검열 제도인 헤이스 코드는 투피스 가운을 허용했지만 할리우드 영화에서 배꼽을 드러내는 것을 금지했다. 미국의 언론 콘텐츠를 감시하는 로마 가톨릭교회 단체인 국가 품위 군단(National Legion of Decency) 또한 할리우드와 외국 영화 제작자들에게 할리우드 영화에 비키니가 등장하는 것을 막도록 압력을 가했다. 미국 최대의 수영복 디자이너 가운데 한 사람이었던 앤 콜은 1959년 말에 "그것은 G스트링(G-string)에 지나지 않는다. 그것은 품위 있는 가장자리에 있다."라고 밝혔다. 헤이스 코드는 1960년대 중반에 폐기되었고 여성의 배꼽 노출 금지를 비롯한 각종 제한 사항도 함께 폐지되었다. 국가 품위 군단의 영향도 1960년대에 의해 약해졌다.

### 인기 상승

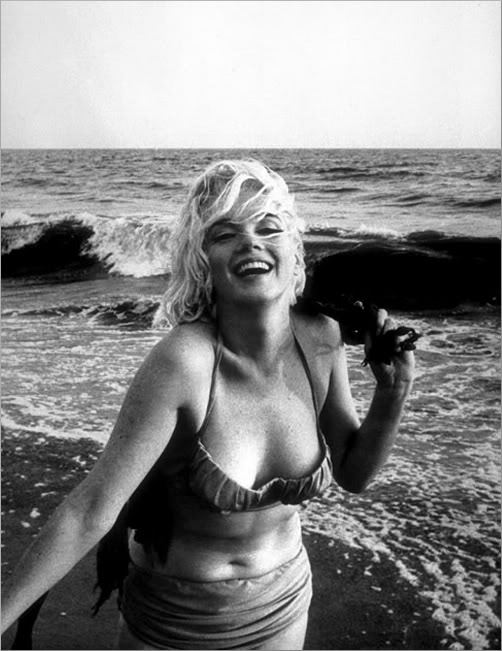
비키니를 입은 마릴린 먼로 (1962년 촬영)

대서양 양쪽에서 인기 여자 배우와 모델들의 점점 더 흔해지는 글래머 사진들이 비키니를 주류로 만드는데 큰 역할을 했다. 1950년대에 에바 가드너, 리타 헤이워드, 라나 터너, 엘리자베스 테일러, 티나 루이즈, 마릴린 먼로, 에스터 윌리엄스, 베티 그레이블과 같은 할리우드 스타들은 비키니를 입고 사진을 찍기 위해 포즈를 취함으로써 위험천만한 인기를 누렸다. 특히 미국에서는 헤이워드와 윌리엄스가 핀업걸 의상을 입은 사진이 널리 배포되었다. 1950년에는 브라질의 무용가인 이우비라 파강(Elvira Pagã)이 리우 카니발에서 황금 비키니를 입고 등장하면서 비키니와 관련된 전통이 시작되었다.
유럽에서는 브리지트 바르도가 17세 시절에 프랑스 영화 "마니나"(Manina, la fille sans voiles)에서 빈약한 비키니를 입었다. 1953년 3월에 프랑스에서 개봉된 이 영화의 프로모션은 영화 자체보다는 바르도의 비키니에 더 많은 관심을 끌었다. 1958년에 미국에서 이 영화가 개봉될 무렵 이 영화의 제목은 "비키니를 입은 소녀 마니나"(Manina, the Girl in the Bikini)였다. 바르도는 1957년 칸 영화제 기간 동안에 해변에서 비키니를 입고 있는 사진도 찍었다. 바르도는 자신의 남편이자 에이전트인 로제 바딤과 함께 일하면서 프랑스 남부의 모든 해변에서 비키니를 입고 있는 사진으로 상당한 관심을 끌었다.
아니타 엑베리와 소피아 로렌도 비슷한 사진을 찍었다. 가디언에 따르면 바르도의 사진은 특히 생트로페를 세계의 수영복 수도로 변화시켰고 바르도를 칸의 목욕하는 미인으로 인식하는 계기가 되었다. 바르도의 사진은 영화제의 대중적 인지도를 높이는데 도움을 주었고 칸 영화제는 그의 경력에 중요한 역할을 했다.
브라이언 하일랜드의 새로운 히트곡 "Itsy Bitsy Teenie Weenie Yellow Polkadot Bikini"(아주 작고 아주 작은 노란색 물방울 무늬 비키니)는 1960년 여름에 빌보드 1위에 올랐다. 이 노래는 해변에서 새 비키니를 입기에는 너무 수줍어하고 너무 기이하다고 생각하는 어린 소녀에 대한 이야기를 담고 있다. 플레이보이는 1962년에 처음으로 비키니를 표지에 게재했다. 1964년에는 스포츠 일러스트레이티드 수영복 특집이 하얀색 비키니를 입은 바베트 막스(Babette March)를 표지 모델로 등장시켰다.
1962년에 개봉된 영국의 제임스 본드 영화 "007 살인번호"에서 허니 라이더(Honey Rider) 역할을 맡은 우르줄라 안드레스는 '닥터 노 비키니'(Dr. No bikini)로 알려진 하얀색 비키니를 입었다. 이 비키니는 역사상 가장 유명한 비키니 가운데 하나가 되었고 영화와 패션 역사에서 상징적인 순간이 되었다. 안드레스는 "이 비키니가 나를 성공하게 만들었다. 첫 본드걸로 007 살인번호에 출연한 결과, 저는 미래의 역할을 선택할 수 있고 경제적으로 독립할 수 있는 자유가 주어졌다."라고 설명했다.
비키니는 마침내 인기를 얻었고 애넷 푸니셀로, 프랭키 아발론이 출연한 1963년 영화 "비치 파티"는 비키니를 대중 문화의 상징으로 만든 영화들의 물결을 이끌었다. 하지만 푸니셀로는 영화에 나오는 다른 젊은 여성들과는 달리 레아르의 비키니를 입는 것이 금지되었다. 1965년에는 한 여성이 타임 잡지와의 인터뷰에서 비키니를 입지 않는 것이 거의 고지식하다고 말했는데 타임은 2년 뒤에 "65%의 젊은 세트가 이미 지나갔다."고 썼다.
라켈 웰치가 1966년에 개봉한 영화 "공룡 100만년"에서 선보인 가죽 비키니는 세계에서 가장 상징적인 비키니 사진을 찍었고 포스터 이미지는 영화 역사상 상징적인 순간이 되었다. "인류의 첫 비키니"라고 광고한 영화 "공룡 100만년"에 등장한 그의 사슴 가죽 비키니는 나중에 1960년대의 확정적인 모습으로 묘사되었다. 가죽 비키니를 입은 그의 역할은 웰치를 패션 아이콘으로 만들었고 비키니를 입은 그녀의 사진은 베스트셀러 핀업 포스터가 되었다.
신축성을 가진 나일론 비키니 브래지어와 브리프는 1960년대의 청소년 부티크 패션을 보완했고 그 패션들을 최소화했다. 듀폰은 같은 10년 동안에 라이크라(Lycra, 듀폰의 스판덱스 브랜드)를 도입했다. 스판덱스는 디자이너들이 사용할 수 있는 새로운 직물의 범위를 넓혔는데 이는 무거운 안감 없이도 2번째 피부처럼 수영복을 만들 수 있다는 것을 의미했다. 전직 모델이자 비키니 북(The Bikini Book)의 작가이기도 한 켈리 킬로렌 벤시몬은 "라이크라의 등장으로 더 많은 여성들이 비키니를 입을 수 있게 되었다. 처지지 않았고 가방도 씌워지지 않았으며 숨겨져 있었다. 그것은 더 이상 란제리와 많이 비슷하지 않았다."고 설명했다. 스판덱스 원단에 대한 의존도가 높아지면서 시공이 간소화되었다. 패션 디자이너들은 끈이 달린 비키니를 만들 수 있게 되었는데 루디 게른라이히(Rudi Gernreich)가 상의가 없는 모노키니를 만들 수 있게 했다. 1970년대 초반에는 벨벳, 가죽, 크로셰와 같은 수영복의 대체 원단이 등장했다.

### 대규모 수용
수영복의 해방은 항상 여성의 해방으로 이어졌습니다. 

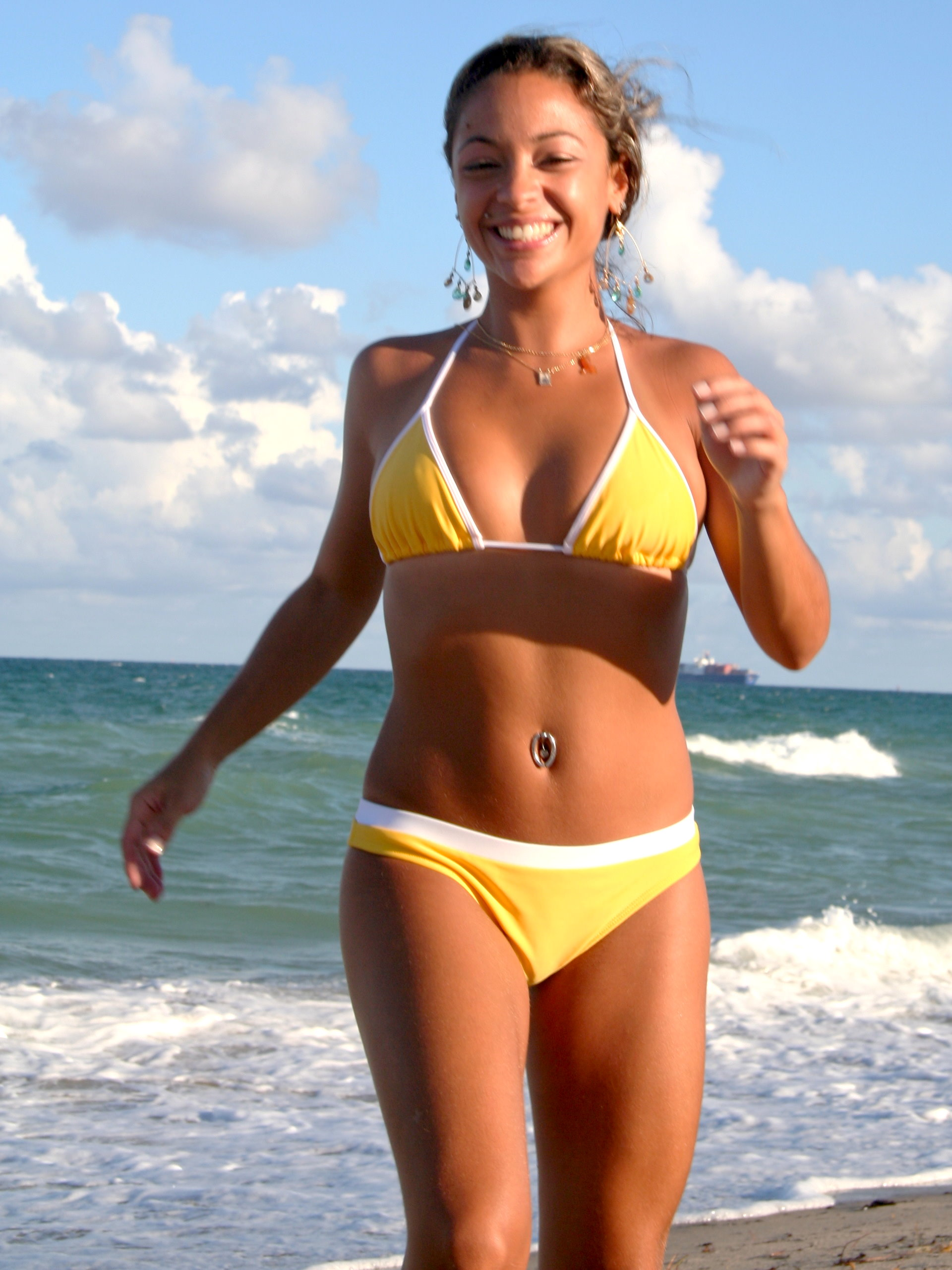
해변에서 비키니를 입은 여자의 모습

레아르의 회사는 1988년에 그가 사망한 지 4년 만에 문을 닫았다. 한편 비키니는 전세계에서 가장 인기 있는 수영복이 되었다. 프랑스의 패션사학자인 올리비에 사야르(Olivier Saillard)에 따르면 이는 "패션의 힘이 아니라 여성의 힘" 때문이라고 한다. 1988년까지 비키니는 미국에서의 수영복 판매에서 거의 20%를 차지했는데 이는 1980년대와 1990년대 초반에 원피스 수영복이 다시 등장했음에도 불구하고 미국의 다른 어떤 모델보다도 많은 것이다. 1997년에는 미스 유니버스, 미스 아메리카, 미스 USA, 미스 틴 USA에서 대회 참가자들의 비키니 착용이 허용되었다. 특히 1997년에 미스 메릴랜드로 선정된 제이미 폭스는 50년 만에 처음으로 미스 아메리카에서 투피스 수영복을 입은 참가자가 되었다. 뉴욕 타임스의 지나 벨라폰트(Gina Bellafonte)에 따르면 블루 크러쉬(2002년), 미녀 삼총사: 맥시멈 스피드(2003년)를 비롯한 액션 영화에 출연한 여자 배우들은 투피스 수영복을 운동복과 같은 밀레니얼급으로 만들었다고 한다.
미국 뉴욕 메트로폴리탄 미술관 의상 연구소 소속 연구원인 베스 딩커프 찰스턴(Beth Dincuff Charleston)은 "비키니는 신체에 대한 자각, 도덕적인 영향, 성적인 자세와 관련된 사회적 도약을 상징한다."고 평가했다. 미국의 소비자 및 소매 정보 회사인 NPD 그룹에 따르면 "비키니는 2000년대 초반까지 연간 8억 1,100만 미국 달러 규모의 사업을 형성했고 비키니 왁싱 및 일광욕 업계와 같은 파생 서비스를 강화했다."고 밝혔다. 대한민국의 한국경제신문에 따르면 2005년 당시에 비키니가 대한민국의 시장에서 연간 1,300억 원(비키니 매출 800억 원, 여성의 여름철 체형 관리 300억 원, 랩 스커트 및 볼레로 매출 100억 원, 제모제 매출 50억 원, 비키니 왁싱 매출 50억 원)에 달하는 소비 유발 효과를 창출했다고 전했다. 대한민국의 삼성물산 산하 삼성패션연구소가 2006년에 발간한 보고서 "The Bikini Turns 60"에 따르면 영국의 여성들은 비키니에 4,500만 영국 파운드를, 원피스 수영복에 9,000만 영국 파운드를 사용했다고 전했다. 그 외에 프랑스의 여성 수영복 시장에서 비키니가 차지하는 비율이 50%라고 전했다. 독일 바트라페나우(Bad Rappenau)에 세계 최초로 건립된 비키니 박물관은 1880년대부터 현재까지 개발된 수영복을 전시하고 있다.
2017년까지 전 세계의 수영복 시장은 18조 5천억 미국 달러, 연평균 성장률 6.2%로 평가되었다. 비키니 및 수영복 소비가 증가한 이유 가운데 하나는 연중 다양한 브랜드를 홍보하는 인터넷 유명인(인플루언서) 덕분이다. 미국의 전직 여자 축구 선수이자 베스트셀러 작가인 모 이솜(Mo Isom)은 "우리는 인스타그램에 올려진 비키니 사진이 넘쳐난다."고 표현하고 있다. 2016년에는 미국이 가장 큰 수영복 시장(100억 미국 달러)으로 집계되었고 유럽(50억 미국 달러), 아시아 태평양(40억 미국 달러), 중동 및 아프리카(약 10억 미국 달러)가 그 뒤를 이을 것으로 추정되었다.

### 서양 이외의 지역
1967년에 개봉된 발리우드 영화 "파리의 저녁"(An Evening in Paris)은 대부분 샤밀라 타고르가 인도의 여자 배우로는 최초로 비키니를 입고 출연한 영화로 기억되고 있다. 타고르는 또한 광택이 나는 영화 잡지 필름페어(Filmfare)를 위해 비키니를 입고 포즈를 취했다. 이 의상은 인도의 보수적인 영화 관객들에게 충격을 주었다. 또한 히라 판나(Heera Panna, 1973년)·쿠르바니(Qurbani, 1980년)에 출연한 지나트 아만(Zeenat Aman), 보비(Bobby, 1973년)에 출연한 딤플 카파디아(Dimple Kapadia), 예 나즈디키얀(Yeh Nazdeekiyan, 1982년)에 출연한 파르빈 바비(Parveen Babi)도 이러한 추세를 따라갔다. 인도네시아의 여자 배우인 누르나닝시의 비키니 차림 사진은 칼리만탄 지방에서 금지되었지만 1950년대 초반에 널리 배포되었다.
인도의 여성들은 보통 가족 없이 해외나 고아주에서 휴가를 보낼 때에 비키니를 입는다. 하지만 인도에 널리 퍼져 있는 보수적인 생각에도 불구하고 비키니는 또한 발리우드 스타에서 중산층에 이르는 여성들이 종종 공공장소에서 수영을 하는 여름에 더 인기가 있다. 여름에는 탱키니, 반바지, 원피스 수영복이 많이 판매되는데 실제 비키니, 밴도키니와 함께 판매된다. 신혼 여행철인 겨울에는 비키니 최대 판매량을 기록했다. 인도의 배우이자 텔레비전 앵커인 만디라 베디(Mandira Bedi)에 의해 인기를 끌었던 비키니형 사리는 인도의 패션 디자이너인 시반 바티야(Shivan Bhatiya)와 나레시 쿠크레자(Narresh Kukreja)가 제작했다.
21세기의 초반 10년 말까지 중국의 비키니 산업은 브라질의 비키니 산업에 심각한 국제적 위협이 되었다. 중국 랴오닝성 후루다오는 2012년에 1,085명의 참가자와 3,090명의 여성이 참여한 비키니 퍼레이드 세계 기록을 세웠다. "베이징 비키니"(Beijing Bikini)는 중국의 남성들이 여름에 대중 앞에서 몸을 식히기 위해 셔츠를 걷어 올리면서 배를 드러내는 중국의 도시 관행을 가리킨다. 하지만 중국 당국은 2019년에 이러한 행위를 시민과 도시의 이미지를 손상시키는 비문명 행위로 간주하고 벌금을 부과했다. 일본에서는 해변과 목욕탕 또는 수영장에서 비키니를 입는 것이 일반적이다. 그러나 2013년 연구에 따르면 94%의 여성들은 사롱, 후디, 티셔츠, 또는 반바지에 의존하지 않고는 공공장소에서 비키니를 입을 만큼 자신감이 없다. 일본의 여성들 또한 햇볕에 그을리는 것으로부터 얼굴을 보호하기 위해 종종 "페이스키니"(facekini)를 착용한다. 대한민국에서는 1961년에 백화사에서 상어표 비키니를 선보인 이래 몇몇 연예인들이 비키니 화보를 촬영했다.
중동, 이슬람 세계의 대부분 지역에서 비키니는 금지되거나 논란의 대상이 된다. 1973년 3월 18일에 레바논의 잡지인 아시샤바카(Ash-Shabaka)가 비키니를 입은 여성을 표지에 실었을 때에 그들은 그 모델의 얼굴만 등장하는 2번째 버전을 만들어야 했다. 2011년에는 이스라엘의 아랍계 모델인 후다 나카시(Huda Naccache)가 이스라엘의 잡지인 라일락(Lilac)의 표지 모델을 맡으면서 아랍 세계의 잡지 표지에 실린 최초의 비키니 차림의 아랍 모델이 되었다. 오스트레일리아의 레바논계 패션 디자이너인 아헤다 자네티(Aheda Zanetti)는 무슬림(이슬람교도) 사이에서 매우 인기를 끌고 있는 비키니의 소박한 옵션인 부르키니를 만들었다. 이집트의 패션 디자이너인 레하브 샤반(Rehab Shaaban)은 아바야와 같은 디자인을 시도했지만 안전상의 이유로 금지되었다.
2003년에는 필리핀 케손시티에서 열린 미스 어스 2003 대회에서 아프가니스탄 대표로 참가한 비다 사마드자이가 빨간 비키니를 입은 채로 등장했다. 그러나 사마드자이의 미스 어스 참가는 그의 모국이자 이슬람 세계 국가인 아프가니스탄에서 논란을 일으켰다. 특히 아프가니스탄 대법원은 사마드자이의 미스 어스 참가에 대해 여성의 신체 노출을 금기시하는 이슬람교의 율법과 아프가니스탄의 문화를 위반한 것에 해당한다며 유죄 판결을 내렸다. 하지만 사마드자이는 현대 여성의 새로운 자신감, 용기, 정신, 여성의 권리와 다양한 사회적, 개인적, 종교적 투쟁의 승리를 기념하기 위한 차원에서 심사위원들의 결정에 따라 "대의명분상"을 수상했다. 2013년에는 인도네시아 자카르타 근교에서 열릴 예정이었던 미스 월드 2013 대회가 발리섬에서 대신 개최되었다. 이는 인도네시아에서 다수를 차지하는 이슬람교 공동체에서 비키니 심사를 비롯한 미인 대회가 여성의 몸을 상품화하기 때문에 인도네시아와 이슬람교의 가치관에 맞지 않는 부도덕한 행사라고 반발했고 인도네시아의 주요 도시에서 미스 월드 개최에 항의하는 시위를 벌이겠다고 위협했기 때문이다. 이에 따라 영국 런던에 본부를 둔 미스 월드 조직위원회는 공식 성명을 통해 미스 월드 2013 참가자들은 인도네시아의 가치관을 존중하기 위한 차원에서 비키니가 아닌 인도네시아의 전통 의상인 사롱 심사에 참가할 예정이라고 밝혔다. 그러나 인도네시아에서 힌두교 신자가 다수를 차지하는 발리주 정부는 관광 산업 활성화에 도움이 될 것이라며 미스 월드 개최에 찬성했지만 인도네시아의 이슬람교 강경파들은 여성의 몸을 드러내는 것을 금기시하는 이슬람교의 율법에 어긋난다며 반대했다.

## 변형
비키니라는 이름은 처음에는 배꼽을 드러낸 수영복에만 사용됐지만 요즘은 투피스 수영복을 비키니로 여긴다. 현대 비키니 패션은 심플하고 간단한 디자인으로 특징지어진다. 여성의 유방을 덮고 브래지어를 형성하는 2개의 삼각형 직물, 사타구니와 엉덩이를 덮는 배꼽 아래의 팬티를 형성하는 3번째 직물이 그것이다.
비키니는 가능한 거의 모든 의류 재료로 만들어졌으며 비키니를 만드는 데 사용되는 직물과 다른 재료들은 그들 디자인의 필수적인 요소이다. 현대의 비키니는 처음에는 면과 저지로 만들어졌지만 1960년대에 라이크라는 흔한 소재가 되었다. 벨벳, 가죽, 그리고 크로셰 사각형과 같은 대체 수영복 옷감이 1970년대 초반에 등장했다.
1985년의 한 패션쇼에서는 일반적인 깡마른 방도 대신 크롭톱이 달린 투피스 수영복, 앞 부분이 비키니를 닮은 수영복, 그리고 뒤에서 나온 원피스 수영복, 멜빵 끈, 프릴, 그리고 배꼽이 깊게 파인 컷아웃이 등장했다. 금속 및 돌 장신구 조각은 취향에 따라 모양과 스타일을 차려입는 데에 자주 사용된다. 빠른 속도의 수요를 충족하기 위해 일부 제조 업체는 주문 제작 비키니를 7분 이내에 제공한다. 세계에서 가장 비싼 비키니는 2006년 2월에 수잰 로즌(Susan Rosen)이 설계했다. 이 비키니에는 다이아몬드 150캐럿(30g)이 들어 있으며 가격은 2,000만 영국 파운드였다.

### 주요 스타일
비키니 스타일은 유형에 따라 다양한 편이다.
- 스트링 비키니(string bikini): 2개의 삼각형 조각이 사타구니에 연결되어 있지만 옆 부분은 그렇지 않고 얇은 줄이 허리를 감싼다. 일반 비키니보다 더 얇고 노출이 심한 편이다.
- 마이크로키니(microkini): 스트링 비키니보다 노출이 더 심한 비키니이다.
- 모노키니(monokini): 윗부분이 없거나 위아래가 서로 연결되어 있다.
- 트리키니(trikini): 일반 비키니와는 달리 서로 분리된 3개의 삼각형 조각으로 구성되어 있다.
- 탱키니(tankini): 윗부분은 민소매 탱크 톱, 아랫부분은 비키니 팬티로 구성되어 있다.
- 캐미키니(camikini): 윗부분은 캐미솔, 아랫부분은 비키니 팬티로 구성되어 있다.
- 밴도키니(bandeaukini): 윗부분은 어깨끈이 없는 방도 스타일을 띠고 있고 아랫부분은 비키니 팬티로 구성되어 있다.
- 스커트키니(skirtini): 윗부분은 비키니, 아랫부분은 치마로 구성되어 있다.

| 변형                          | 사진    | 등장 연도 | 설명 |
| ----------------------------- | ------- | --------- | --- |
| 밴도키니 (Bandeaukini)        | 틀 없음 | 불명      | 밴도키니(Bandeaukini) 또는 밴디니(Bandini)는 어깨끈이 없는 방도 스타일 브래지어와 비키니 팬티로 구성된 수영복이다. 이것은 비키니의 가장 오래된 형태이며 시칠리아의 빌라 로마나 델 카살레 유적의 벽화("비키니를 입은 여인들"이라고 부름)에서 발견된 가장 오래된 형태 가운데 하나이다. 다시 소개된 이 제품은 젊은 여성들 사이에서 빠르게 성장했는데 밴도 톱은 클래식 탱키니의 판매량에 영향을 미쳤다. |
| 마이크로키니 (Microkini)      | 틀 없음 | 1995년    | 마이크로키니(Microkini)는 극히 빈약한 비키니로서 미니키니(Minikini), 미니미니(Minimini), 티어드롭(Tear-drop)과 같은 하위 장르를 포함한다. 여성과 남성 모두를 위한 디자인은 일반적으로 성기와 유두를 덮을 수 있는 천만을 사용한다. 여기에 추가되는 끈은 의복을 착용한 사람의 몸에 부착된 상태로 유지하기 위한 것이다. 변형된 일부 마이크로키니는 직물을 성기 위에 고정하기 위해 접착제 또는 와이어를 사용한다. 마이크로키니는 착용한 사람이 법적인 예의범절 범위 내에서 나체주의와 보수적인 수영복 사이의 틈새를 메운다. |
| 모노키니 (Monokini)           | 틀 없음 | 1964년    | 모노키니는 비키니의 하반신에 해당하는 여성 원피스 수영복이다. 원래는 1964년에 루디 게른라이히(Rudi Gernreich)가 특별히 설계한 디자인이었으나 현재는 상의가 없는 수영복, 특히 윗부분이 없는 비키니 아랫부분을 지칭하는 용어로 사용된다. 모노키니의 극단적인 버전인 통 스타일 퓨비키니(pubikini, 성기 부분을 보여줌)도 1985년에 루디 게른라이히에 의해 설계되었다. |
| 스커트키니 (Skirtini)         | 틀 없음 | 불명      | 스커트키니(Skirtini)는 비키니 양식을 띤 윗부분과 치마 양식을 띤 아랫부분이 특징인 비키니 스타일의 수영복이다. 커버력이 뛰어난 편이어서 비키니를 위한 혁신으로 여겨진다. 1943년에 정부가 전시 배급제를 통해 여성 수영복에 사용되는 원단의 10% 절감을 명령하기 이전까지 미국에서는 스커트 패널이 달린 투피스 수영복이 인기를 끌었다. 영국의 데일리 텔레그래프는 2011년에 스커트키니를 해당 시즌의 상위 10대 수영복 디자인 가운데 하나로 선정했다. |
| 슬링 비키니 (Sling bikini)    | 틀 없음 | 불명      | 슬링 비키니(Sling bikini)는 깨지지 않은 원피스 양식의 수영복이다. 슬링키니(Sling-kini), 원피스키니(Onepiecekini) 또는 슬링 수영복(Sling swimsuit)이라고도 함)이라고 부르기도 한다. 기술적으로는 원피스와 유사하며 측면 끈 부분이 유방을 덮고 어깨 위로 올라가거나 2번째 끈 묶음이 몸통(프레첼 비키니(Pretzel bikini) 또는 프레첼 수영복(Pretzel swimsuit)이라고도 함) 주변을 통과하는 동안에 목을 감싸는 형상을 띠고 있다. 슬링 수영복은 1990년대 초반에 등장했으며 1994년에 주류로 소개되었다. 남성용으로 디자인되거나 남성복에 의해 착용되는 것을 맨키니(Mankini)라고 부르는데 영화 "보랏: 카자흐스탄 킹카의 미국 문화 빨아들이기"에 출연한 사샤 배런 코언에 의해 대중화되었다. |
| 스트링 비키니 (String bikini) | 틀 없음 | 1974년    | 스트링 비키니는 사타구니에 연결된 2개의 삼각형 모양의 조각으로 구성되어 있지만 측면이 아닌 얇은 끈이 2개의 부분을 연결하기 위해 함께 묶인 허리를 감싸는 디자인에서 이름을 따왔다. 측면을 묶고 있는 아랫부분은 엉덩이를 드러낸 다음에 측면의 매듭을 스파게티 넥타이 또는 띠로 묶는다. 스트링 비키니의 공식적인 첫 발표는 홍보 에이전트였던 글렌 토로리히(Glen Tororich)와 패션 모델이자 그의 아내인 브랜디 페레듀존(Brandi Perret-DuJon)이 1974년에 루이지애나주 뉴올리언스 프렌치 쿼터에 위치한 쇼핑 지역인 르 프티 센터(Le Petite Centre) 개장을 기념하기 위해 진행한 것이다. 스트링 비키니는 가장 인기 있는 비키니 변형 가운데 하나이다.                                        |
| 탱키니 (Tankini)              | 틀 없음 | 1998년    | 탱키니(Tankini)는 탱크 톱과 비키니 팬티를 결합한 수영복이다. 탱키니는 스판덱스-면 혼방 또는 라이크라-나일론 혼방으로 만들 수 있다. 1998년에 미국의 수영복 거물로 여겨지는 앤 콜이 이 스타일의 원조였다. 비키니 아랫부분에 탱크 모양의 끈 대신 스파게티 스트랩을 사용한 변형된 수영복을 캠키니(Camkini)라고 한다. |
| 트리키니 (Trikini)            | 틀 없음 | 1967년    | 트리키니는 1967년에 잠깐 등장했는데 손수건과 2개의 작은 접시로 정의되었다. 1990년대에 비키니 아랫부분, 가슴을 덮는 2개의 삼각형 조각으로 이루어진 줄 달린 홀터로 다시 등장했고 2000년대에 3개의 분리된 조각으로 구성된 의상으로 다시 등장했다. 트리키니 윗부분은 기본적으로 2가지 부분으로 구분된다. 이 여성의 수영복의 이름은 '비키니'라는 단어에서 2에 해당하는 '비-'(bi-)를 3을 의미하는 '트리'(tri-)로 대체하면서 형성되었다. 변형된 3조각은 하나의 연속된 의류의 일부로 판매된다. 변형은 끈이 없는 비키니(strapless bikini)라고 불리며 종종 마에바리 양식을 가진 아랫부분과 2개의 페이스티즈(유두 가리개) 간의 조합이다.                                                     |

## 스포츠에서의 활용
비키니는 다양한 여성 스포츠 마케팅의 주요 요소가 되었다. 비키니는 비치발리볼의 공식 유니폼이며 육상 경기와 그 외의 스포츠에서 널리 착용된다. 스포츠 비키니는 1990년대부터 인기를 끌었다. 하지만 이러한 추세는 성매매를 시도한다는 비판을 받기도 한다. 국제 수영 연맹은 1960년에 이탈리아 로마에서 열린 회의에서 여자 수영 선수들이 비키니를 입고 경기를 펼치는 것을 금지하는 안건을 투표를 통해 결정했다.

### 비치발리볼

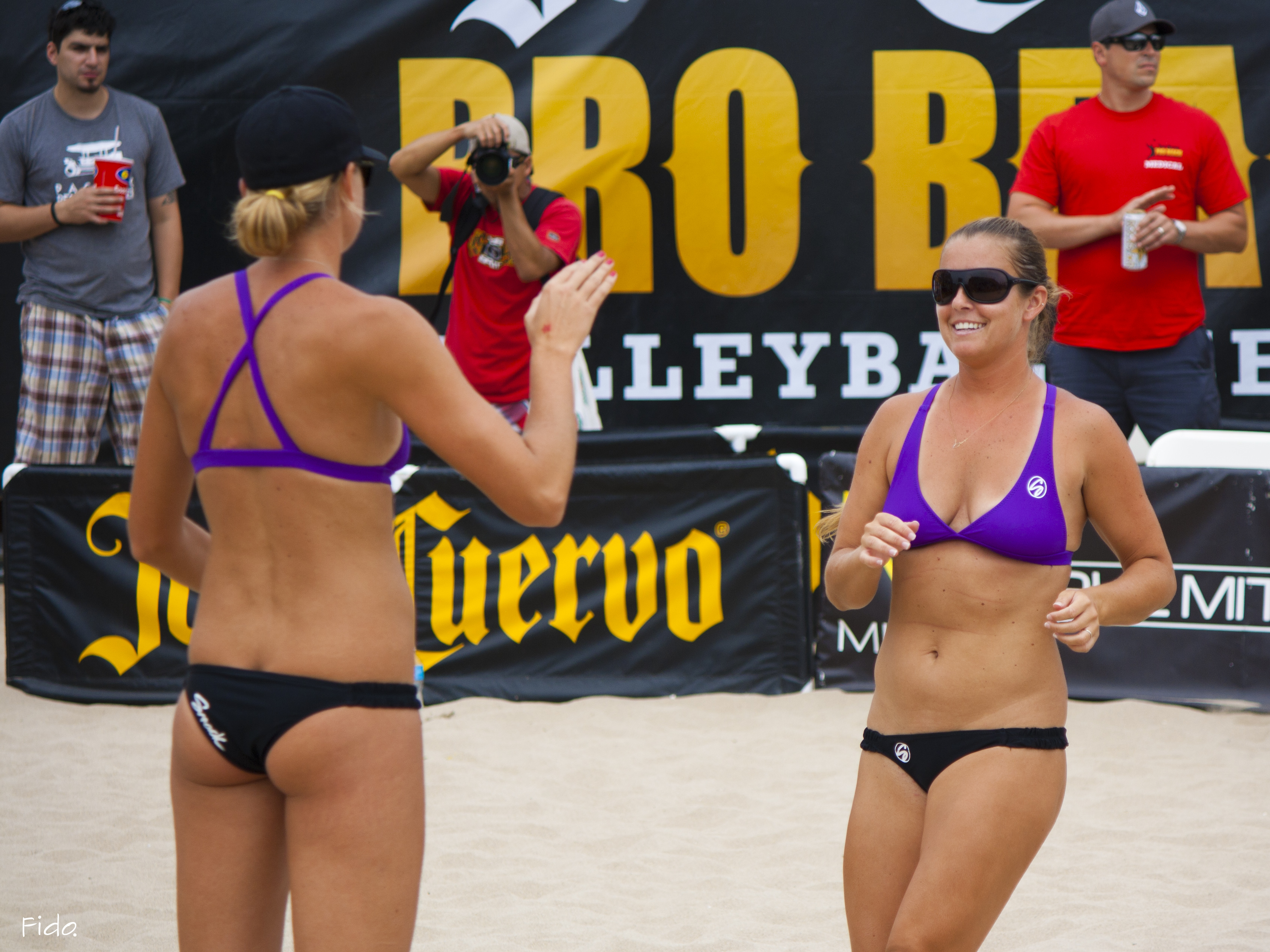
미국 여자 비치발리볼 대표팀은 무더운 날씨에 모래 위에서 경기를 할 때 편안함을 느끼는 것과 같은 비키니 유니폼의 여러 가지 장점을 꼽았다. 사진은 미국 비치발리볼 선수 제니퍼 폽마(Jennifer Fopma)와 브룩 스웨트(Brooke Sweat)가 유니폼을 입고 있는 모습이다.

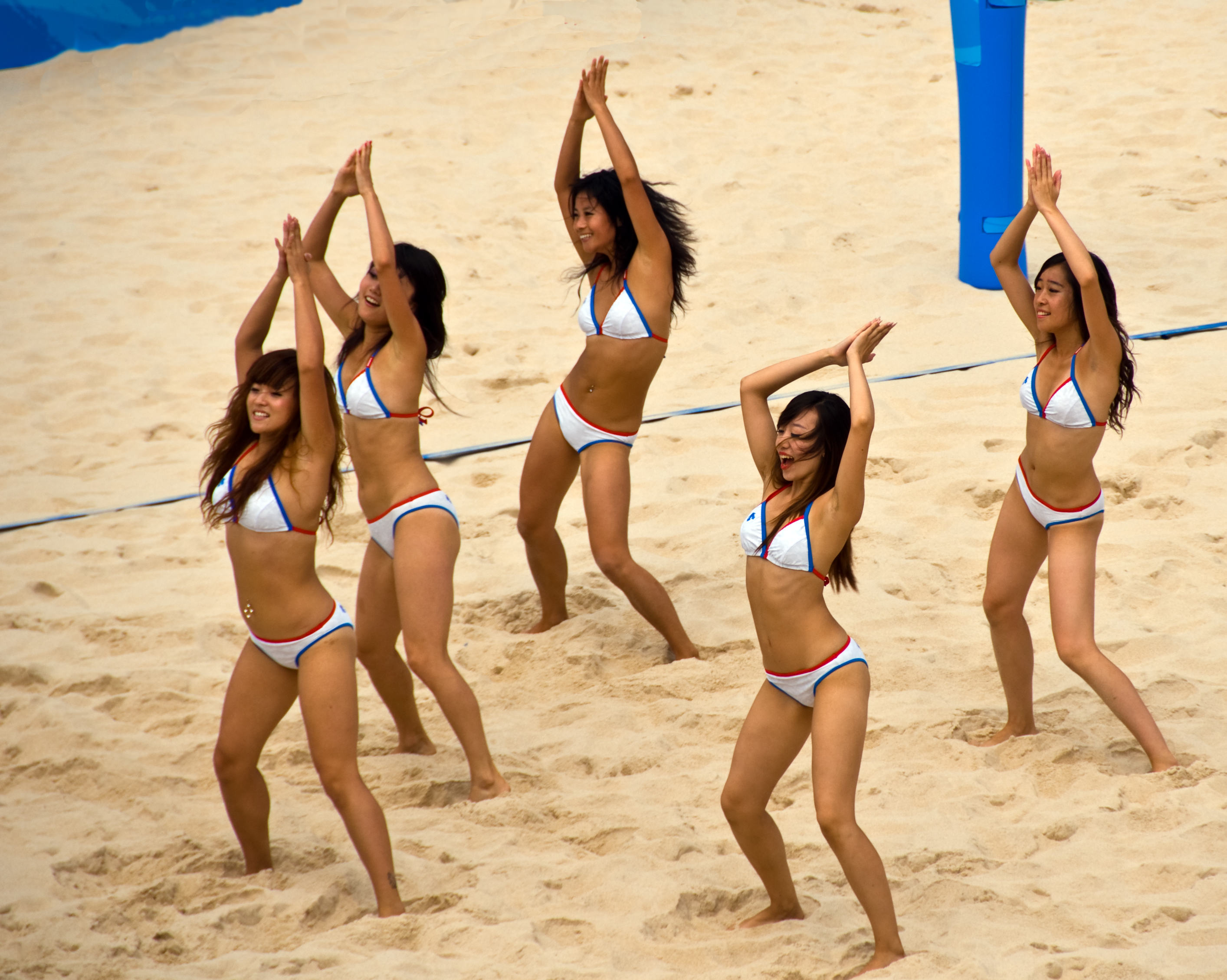
중국 베이징에서 개최된 2008년 하계 올림픽 여자 비치발리볼 경기에서 비키니를 입은 치어리더들이 공연을 펼치고 있는 모습

비키니는 1994년에 올림픽 여자 비치발리볼의 공식 유니폼이 되었다. 1999년에 국제 배구 연맹이 비치발리볼 유니폼을 표준화하면서 비키니는 여자 선수의 필수 유니폼이 되었다. 이 규정에 따른 하의를 "번 허거"(Bun-hugger)라고 부르는데 선수 이름은 종종 하의 뒷면에 적혀 있다.
이 유니폼은 오스트레일리아 시드니 외곽의 본다이비치에서 개최된 2000년 하계 올림픽 여자 비치발리볼에서 데뷔전을 치렀는데 일부 진영의 비판을 받기도 했다. 여자 비치발리볼은 2000년 하계 올림픽 종목에서 5번째로 많은 텔레비전 시청률을 기록했다. 많은 관심은 비키니를 입은 선수들의 성적 매력과 그들의 운동 능력 때문이었다. 비키니 복장의 댄서들과 치어리더들은 올림픽을 포함한 많은 비치발리볼 대회의 경기 휴식 시간에 관중들을 즐겁게 해주는 역할을 한다. 심지어 실내 배구 선수들의 유니폼도 크기가 작아지고 타이트해졌다.
하지만 국제 배구 연맹이 비치발리볼에서 비키니를 의무화한 것은 문제가 되었다. 일부 스포츠 관계자들은 이것을 혹한기에는 착취적이고 비현실적이라고 생각한다. 또한 일부 선수들의 분노를 사기도 했다. 카타르 도하에서 개최된 2006년 아시안 게임에서는 이라크가 이슬람 세계 국가들 가운데 유일하게 여자 비치발리볼에 참가했는데 그들은 종교적인 이유 때문에 비키니 착용을 거부했다. 영국 런던에서 개최된 2012년 하계 올림픽 여자 비치발리볼에서는 저녁 날씨가 추워서 선수들이 셔츠와 레깅스를 입어야 했다. 이에 앞서 국제 배구 연맹은 2012년 초반에 여자 비치발리볼 경기에서 긴팔이나 민소매 상의, 반바지(무릎 위 최대 길이 3cm)를 허용할 것이라고 발표했다. 리처드 베이커(Richard Baker) 국제 배구 연맹 대변인은 "많은 나라들에서 요구하는 다양한 종교적, 문화적 요구 사항을 존중하기 위한 차원에서 유니폼이 더 유연해질 필요가 있다."고 전했다.
비키니는 대부분의 선수들과 기업 스폰서들이 선호한다. 미국 여자 비치발리볼 대표팀은 더운 날씨에 모래 위에서 경기를 할 때 편안함을 느끼는 것과 같은 비키니 유니폼의 여러 가지 장점을 꼽았다. 오스트레일리아의 내털리 쿡(Natalie Cook), 미국의 홀리 맥피크(Holly McPeak)는 비키니를 여름 무더위에 모래 위에서 하는 스포츠를 위한 실용적인 유니폼이라고 지지한다. 미국의 올림픽 여자 비치발리볼 금메달리스트인 케리 월시(Kerry Walsh)는 "나는 우리 유니폼이 좋다."라고 말했다. 동료 금메달리스트 미스티 메이트리노어(Misty May-Treanor)와 월시에 따르면 비키니는 움직임을 제한하지 않는다고 한다.
일부 여성주의 진영의 관점에서는 비치발리볼의 비키니 유니폼을 여자 선수들의 대상화라고 판단한다. 미국의 여자 비치발리볼 선수인 개브리엘 리스(Gabrielle Reece)는 비키니 브리프가 "끊임없이 당기고 만지작거려서 불편하다."고 지적했다. 많은 여자 비치발리볼 선수들은 복부 근육에 무리를 주어 부상을 입었고 다른 많은 선수들은 유니폼을 입으려고 유방 확대술을 받았다. 오스트레일리아의 여자 비치 발리볼 선수인 니콜 샌더슨(Nicole Sanderson)은 경기 휴식 시간에 대한 오락에 대해 "그것은 여자 선수들에게 무례한 행동입니다. 남자 관객들도 좋아하겠지만 좀 불쾌해요."라고 지적했다.
스포츠 저널리즘 전문가인 킴벌리 비셀(Kimberly Bissell)은 2004년 하계 올림픽 비치발리볼 경기에서 사용된 카메라 앵글에 대한 연구를 실시했다. 비셀은 카메라 앵글의 20%가 여성의 가슴에, 그리고 17%가 엉덩이에 초점을 맞춘다는 것을 발견했다. 비셀은 선수들의 외모가 실제 운동보다 팬들의 관심을 더 많이 끈다고 이론화했다. 미국의 스포츠 해설가인 진 무스(Jeanne Moos)는 "비치발리볼은 이제 비키니가 필요한 유일한 직업인 것처럼 고고걸(Go-go girl) 댄스에 합류했다."고 설명했다. 영국의 올림픽 여자 비치발리볼 선수인 데니즈 존스(Denise Johns)는 이 유니폼이 "섹시"하고 대중의 관심을 끌기 위한 것이라고 주장한다. 루벤 아코스타(Rubén Acosta) 국제 배구 연맹 회장은 비치발리볼을 관중들에게 더 매력적이게 만든다고 말한다.

### 보디빌딩
1950년대부터 1970년대 중반까지 남자들이 참가하는 보디빌딩 대회 형식은 종종 여자들이 참가하는 미인 대회나 비키니 쇼를 보완하는 역할을 했다. 수상자들은 미스 보디 뷰티풀(Miss Body Beautiful), 미스 피지컬 피트니스(Miss Physical Fitness), 미스 아메리카나(Miss Americana)와 같은 타이틀을 얻었고 또한 남자 대회의 우승자들에게 트로피를 수여했다. 1980년대에 미국에서 미즈 올림피아(Ms Olympia) 대회가 시작되었고 영국에서는 NABBA(National Amateur Body Building Association, 내셔널 아마추어 보디빌딩 어소시에이션)가 미즈 비키니 인터내셔널(Miss Bikini International)을 거쳐 미즈 유니버스(Ms Universe)로 이름을 변경했다. 1986년에 열린 미즈 유니버스 대회는 피지크(Physique, 보다 근육질인 체격)와 피규어(Figure, 하이힐을 신은 전통적인 여성 표현) 부문으로 나뉘었다. 국제 보디빌딩 피트니스 연맹(IFBF)은 2010년 11월에 경기 수준에 맞춰 근육을 키우지 않으려는 여성들을 위해 비키니 경연 대회를 도입했다.
의상은 남성과 여성 모두를 위한 트렁크(비키니 브리프) 자세를 취하는 것이다. 미국의 여성 보디빌더들은 텔레비전용으로 촬영된 대회에서 T팬티라고 부르는 T자형 수영복 브리프를 착용하는 것이 금지되어 있다. 단 비공개 행사에서는 특정 피트니스 단체에서 허용하고 있다. 남성의 경우 복장 규정은 "수영 트렁크(반바지, 잘린 바지 또는 스피도 없음)"만을 명시한다.

### 그 외의 스포츠
육상 경기에 참가하는 여자 선수들은 비치발리볼에서 입는 것과 비슷한 크기의 비키니를 자주 입는다. 미국의 높이뛰기 선수인 에이미 에이커프(Amy Acuff)는 오스트레일리아 시드니에서 개최된 2000년 하계 올림픽에서 육상복 대신 검은색 가죽 비키니를 입었다. 플로렌스 그리피스조이너는 대한민국 서울에서 개최된 1988년 하계 올림픽에서 비키니 하의와 외다리 타이츠를 섞은 하의를 입고 출전하여 여자 200m에서 기록을 깨는 것 이상의 주목을 받았다. 2007년 남태평양 경기 대회에서는 비키니 대신 노출이 적은 반바지와 크롭 스포츠 톱을 입도록 대회 규정을 조정했다. 카타르 도하에서 개최된 2006년 아시안 게임에서 주최 측은 여자 선수들의 비키니 바지를 금지하고 긴 반바지를 입으라고 요구했다.
대부분의 서핑 비키니는 햇빛을 쬐는 비키니보다 커버력이 뛰어나지만 스트링 비키니나 노출이 심한 옷이 일반적이다. 서핑 매거진(Surfing Magazine)은 1981년 3월의 플레이보이 플레이메이트 킴벌리 헤린(Kymberly Herrin)이 노출이 심한 비키니를 입고 서핑을 하는 모습을 담은 화보를 실었고 결국 비키니 연례호를 시작했다. 서핑 전문가 협회는 종종 여성 서핑 동호회를 비키니 경연 대회와 짝을 지어 여성 서핑 전문가 커뮤니티를 2가지 부분으로 나눈다. 비키니 경연 대회에서 우승하는 것이 여성 서핑 이벤트보다 더 이득인 경우가 많다.
비치핸드볼에 참가하는 여자 선수들은 과거에 비치발리볼과 마찬가지로 비키니 양식을 띤 유니폼을 착용했다. 2022년 이전까지 시행된 비치핸드볼에 관한 국제 핸드볼 연맹(IHF)의 규정에 따르면 여자 비치핸드볼 경기에서 착용하는 상의는 양팔을 완전히 드러내고 몸에 밀착하는 스포츠브라 양식이고 하의는 무릎 위 최대 길이가 10cm인 비키니 양식이어야 한다고 명시되어 있었다. 하지만 2021년 7월에 불가리아 바르나에서 열린 유럽 비치핸드볼 선수권 대회에 참가한 노르웨이 여자 비치핸드볼 국가대표팀 선수들이 스페인과의 여자부 3·4위전 경기에서 반바지를 착용하고 출전한 사실이 문제가 되어 유럽 핸드볼 연맹(EHF)으로부터 벌금 1,500유로(선수 1명당 150유로)를 받으면서 시대착오적인 성차별이라는 지적을 받았다. 특히 노르웨이 핸드볼 연맹은 "비치핸드볼 경기에 참가하는 선수들이 노출이 심하고 성적인 느낌을 주는 유니폼이 아닌 편안한 유니폼을 입을 권리가 있다."고 비판했다. 또한 미국의 가수인 핑크는 자신의 트위터를 통해 유니폼 규정과 관련된 유럽 핸드볼 연맹의 성차별에 항의하는 노르웨이 핸드볼 연맹을 대신해서 벌금을 내겠다는 의사를 밝히기도 했다. 2021년 9월에는 노르웨이·덴마크·스웨덴·핀란드·아이슬란드 체육부 장관이 공동 성명을 통해 "우리는 모든 선수들이 경기력과 편안함에 맞는 유니폼을 입을 수 있도록 국제 핸드볼 연맹이 유니폼 관련 규정을 개정할 것을 요구한다. 우리는 모든 선수들이 성별이나 배경에 관계 없이 스포츠를 계속할 수 있도록 지원하고 장려하기 위한 조치의 필요성을 강조한다."고 전했다. 국제 핸드볼 연맹은 2021년 11월 1일에 비치핸드볼 유니폼에 관한 규정 개정안을 공개했다. 이 개정안에 따르면 여자 비치핸드볼 경기에서 착용하는 상의는 양팔을 완전히 드러내고 몸에 밀착하는 민소매(탱크 톱) 형식이고 하의는 몸에 밀착하는 반바지 양식이다. 하지만 남자 비치핸드볼 선수 경기에서 착용하는 하의가 무릎 위 최대 길이가 10cm이고 헐렁하지 않은 반바지 양식이어야 한다는 규정이 명시되어 있어 성차별적인 요소가 남아 있다는 지적을 받았다.

## 신체에 대한 이상

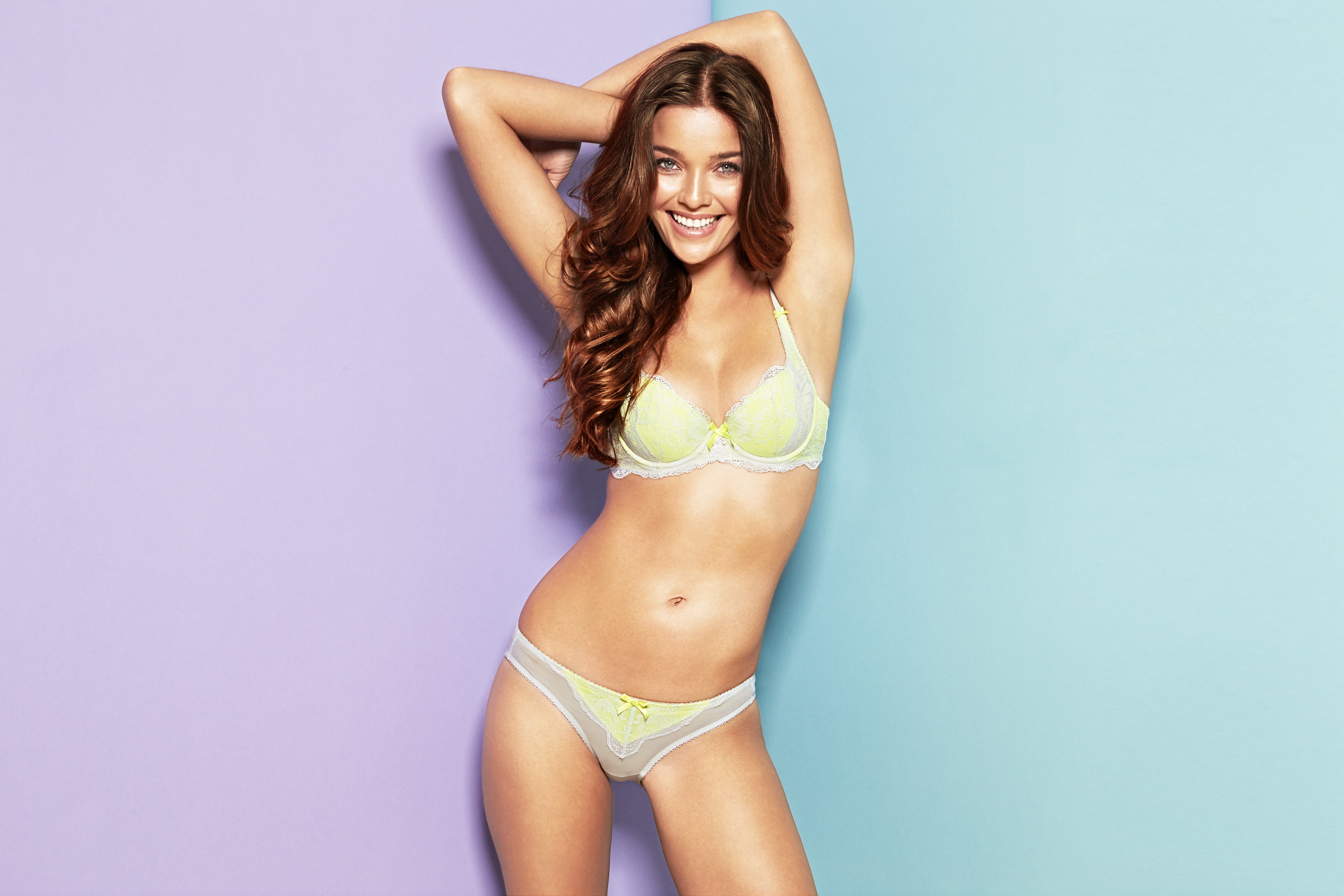
6회에 걸쳐 스포츠 일러스트레이티드 수영복 특집의 표지 모델로 출연했던 엘 맥퍼슨. 타임 잡지에서는 이상적인 비키니 몸매 때문에 그에게 "더 바디"(The Body)라는 별칭을 붙여주었다.

1950년에 미국의 수영복 거물인 콜(Cole)의 주인인 프레드 콜(Fred Cole)은 타임 잡지에서 "프랑스 소녀들은 다리가 짧기 때문에 다리가 길어 보이게 하려면 수영복을 옆으로 올려야 했기 때문에 '키가 작은 게일인 여성들'을 위해 디자인되었다."고 말했다. 1961년에 뉴욕 타임스는 "너무 뚱뚱하거나 너무 마른 사람들이 비키니를 입을 수 있다."고 보도했다. 1960년대 에티켓 작가인 에밀리 포스트(Emily Post)는 "(비키니는) 완벽한 몸매와 아주 어린 사람들을 위한 것이다."라고 규정했다. 미국의 수영복 디자이너인 노마 캐멀리(Norma Kamali)는 켈리 킬로렌 벤시몬의 비키니 북에서 "배가 나온 사람은 비키니를 입으면 안 된다."고 말했다. 그 이후로 멀리아 밀스(Malia Mills)를 포함한 많은 비키니 디자이너들이 모든 연령과 체형의 여성들에게 이 스타일을 받아들이도록 격려했다. 1970년대에는 셰릴 타익스(Cheryl Tiegs)와 같이 이상적인 날씬한 몸매를 가진 유명 인물들이 부상했다. 그의 모습은 21세기에도 유행했다.
1980년대의 피트니스 붐은 비키니의 진화에 있어서 가장 큰 도약 가운데 하나로 이어졌다. 밀스에 따르면 "다리 라인이 매우 높아졌고 앞부분이 매우 낮았으며 끈이 매우 얇았다."고 한다. 여성 잡지는 비키니 복부(Bikini Belly, 비키니 벨리)와 같은 용어를 사용했고 비키니가 맞는 몸매를 만들기 위한 운동 프로그램을 시작했다. 라이크라로 만든 작은 피트니스 비키니(Fitness-bikinis)는 이 단단한 몸의 이상에 부응하기 위해 출시되었다. 블루 크러시(Blue Crush), 서프 걸스(Surf Girls)와 같은 텔레비전 리얼리티 쇼는 비키니 모델과 운동 선수의 개념을 융합하여 톤다운 몸매를 더욱 강조했다. 북아메리카의 비키니 시즌의 시작을 알리는 연례 봄 방학 축제에서 동기 부여를 받아 많은 여성들이 이상적인 비키니 몸을 얻기 위해 다이어트를 한다. 어떤 여성들은 자기 기아를 포함한 극단적인 상황으로 치닫게 되면서 섭식 장애를 초래하기도 한다.
1993년 당시에 인터내셔널 헤럴드 트리뷴의 패션 편집장이었던 수지 멩키스(Suzy Menkes)는 여성들이 '신체 이상'과 비키니 노출에 '반란'을 일으키기 시작했다고 제안했다. 멩키스는 "의미심장하게, 길거리와 마찬가지로 해변에서 '한때 과감히 벌거벗은 유일한 사람들'이었던 가장 젊고 예쁜 여성들 가운데 일부는 노출이 끝났다고 결정한 것 같다."라고 설명했다. 그럼에도 불구하고 비키니를 입고 출전한 미국의 여자 프로 배구 선수인 개브리엘 리스는 '자신감'만으로도 비키니를 섹시하게 만들 수 있다고 주장한다. 영국의 가정 배달 서비스인 다이어트 셰프(Diet Chef)가 의뢰하고 더 투데이 쇼(The Today Show)가 보도하고 모어(More) 잡지가 조롱한 한 설문조사는 47세에 비키니를 입는 것을 중단해야 한다는 것을 보여주었다.

## 비키니 속옷
어떤 종류의 속옷은 비키니 속옷이라고 부르며 남성과 여성을 위해 디자인되었다. 여성의 경우 비키니 또는 비키니 스타일의 속옷은 일반 비키니와 크기와 형태가 비슷하다. 이것은 특히 속옷이 크롭톱과 같은 의류에 적합한 란제리, 팬티, 니커보다 몸통의 커버력이 떨어지는 것을 의미한다. 남성에게 비키니 브리프는 남성용 일반 브리프보다 작고 노출이 심한 속옷이다. 남성용 비키니 브리프는 보통 엉덩이에 있는 진짜 허리보다 낮고 허벅지 윗부분에 접근 가능한 주머니나 덮개가 없는 낮은 쪽이나 높은 쪽일 수 있다. 스트링 비키니 브리프는 가랑이 부분에는 맞지만 다리 옆에는 직물이 없는 허리 밴드에서 만나는 앞면과 뒷면 부분이 있다.
수영복과 속옷은 디자인적으로 비슷한 점이 있으며 둘 다 몸에 꼭 맞는 옷이다. 가장 큰 차이점은 속옷과 달리 수영복은 대중에게 공개된다는 것이다. 수영복은 속옷 스타일을 따랐고 비키니에 대한 태도가 바뀌기 시작함과 동시에 속옷은 먼저 편안함을 강조하는 최소한의 뼈가 없는 디자인으로 재설계되었다.

### 역사
수영복의 진화에 따라 속옷도 달라지기 시작했다. 1900년에서 1940년 사이에 수영복의 길이는 속옷 디자인의 변화를 따랐다. 1920년대에 여성들은 코르셋을 버리기 시작했고 파리의 의류 제조 기업인 카돌(Cadole)은 그들이 가슴 거들(Breast girdle)이라고 부르는 속옷을 개발하기 시작했다. 대공황 시기에 팬티와 브래지어는 부드럽게 제작되었고 다양한 탄력 있는 실로 만들어져 속옷이 제2의 피부처럼 잘 어울렸다. 1930년대까지 여성과 남성 모두의 속옷 스타일은 유럽에서 온 새로운 간단한 수영복 모델의 영향을 받았다. 허리 밴드가 배꼽 위쪽에 있었지만 팬티 브리프의 다리 구멍은 가랑이에서 엉덩이 관절로 올라가기 위해 호 모양으로 잘렸다. 이러한 축소판은 20세기의 나머지 기간 동안에 걸쳐 대부분의 팬티 변형의 본보기가 되었다. 워너(Warner)는 1935년에 컵 크기 개념을 표준화했다. 최초의 언더와이어 브래지어는 1938년에 개발되었다. 1930년대 후반부터 매우 높은 다리의 트임과 허리 밴드의 낮은 상승이 특징인 스캔티(Skanty) 남성용 브리프의 일종인 스캔츠(Skants)가 소개되었다. 하워드 휴스는 1943년에 개봉된 영화 "무법자"에서 제인 러셀이 착용할 팔굽혀펴기 브래지어를 디자인했지만 러셀은 인터뷰에서 그러한 '기구'를 착용한 적이 없다고 말했다. 1950년에는 미국의 속옷 제조 기업인 메이든폼(Maidenform)이 브래지어를 돋보이게 하는 최초의 공식적인 흉상을 선보였다.
1960년대에 이르러 비키니 수영복은 팬티 스타일에 영향을 미쳤고 새로 나온 하의 청바지와 바지의 커트와 일치했다. 1970년대에 피부에 꼭 맞는 청바지가 등장하면서 트임 형태의 팬티가 대세가 되었다. 이는 오픈된 스트링 백이 뒷부분과 엉덩이를 가로지르는 모든 가시적인 팬티 라인을 없앴기 때문이다. 1980년대에 이르러 프렌치 컷 팬티(French-cut panty)의 디자인은 허리 밴드를 원래 허리선으로 밀어 올렸고 다리 구멍은 거의 그 높이까지 올라갔다. (프렌치 컷 팬티는 허리까지 올라오고 다리 부분을 절단한 길이가 높으며 대개 뒤쪽이 가득 차 있다. 브래지어와 다른 종류의 란제리와 마찬가지로 20세기의 마지막 25년 동안의 제조 업체들은 그들의 성적 매력을 위해 디자인된 팬티 스타일을 시판했다. 이러한 10년 이후로 남성의 성욕화 및 성적 자극이 증가하고 있었다. 남성의 신체는 캘빈 클라인과 같은 브랜드, 특히 사진 작가인 브루스 웨버(Bruce Weber)와 허브 리츠(Herb Ritts)에 의해 광고 캠페인을 통해 유명해졌다. 남성의 신체와 남성 속옷은 대량 소비를 위해 상품화되고 포장되었으며 수영복과 스포츠복은 스포츠 사진과 피트니스에 영향을 받았다. 시간이 흐르면서 수영복은 무게감이 있는 모직에서 피부에 밀착하는 첨단 기술 소재로 만든 옷으로 진화하여 결국 스포츠 의류, 속옷 및 운동복과 교배하여 1990년대의 패션을 바꾸어 입게 되었다.

## 남성용 비키니

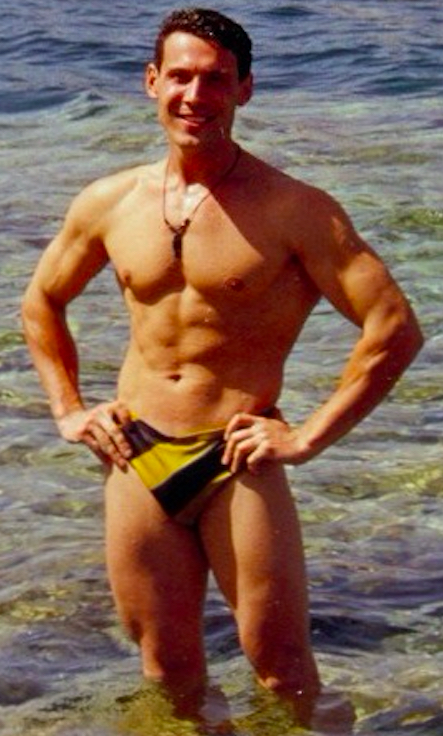
남성용 비키니

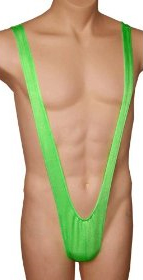
맨키니

남성용 비키니(Men's bikini)라는 용어는 때때로 삼각 수영복을 묘사할 때에 사용된다. 남성용 비키니에는 상하 사이드(High or low side), 스트링 사이드(String sides) 또는 타이 사이드(Tie sides) 장식이 있다. 대부분은 앞쪽에 단추나 덮개가 없다. 삼각 수영복과는 달리 비키니는 드래그(drag)를 줄이도록 설계되지 않았고 일반적으로 허리 밴드가 보이지 않는다. 엉덩이 폭이 3.81cm 미만인 수영복은 스포츠용으로 착용하는 경우가 적은 편이고 레크리에이션, 패션, 일광욕용으로 가장 많이 착용한다. 보디빌딩 경기에 대한 간단한 포즈 기준이 이러한 스타일의 한 예이다. 남성 펑크 록 음악가들은 여성용 비키니 브리프를 입고 무대에 섰다. 2000년에 개봉된 발리우드 영화 "헤라 페리"(Hera Pheri)는 멀리서 온 여성으로 잘못 알려진 비키니를 입고 일광욕을 하는 남자들을 보여준다.
남성용 비키니는 윗부분도 존재하는데 종종 시각적 개그로 사용된다. 맨키니(Mankini)는 남자들이 입는 슬링 수영복의 일종인데 이러한 용어는 비키니라는 단어에서 영감을 얻었다. 맨키니는 잉글랜드의 희극인인 사샤 배런 코언이 영화 "보랏: 카자흐스탄 킹카의 미국 문화 빨아들이기"에서 코믹 효과를 유도하기 위한 차원에서 입으면서 인기를 끌었다.

## 비키니 왁싱
비키니 왁싱(Bikini waxing)은 비키니 라인 너머로 왁스와 같은 접착성 물질을 칠해서 음모를 제모하는 방식을 의미한다. 비키니 라인(Bikini line)은 수영복의 테두리를 넘는 모든 비키니의 아랫부분을 덮는 여성의 치구 부위를 나타낸다. 눈에 보이는 음모는 문화적으로 널리 인정받지 못하고 당혹스럽다고 여겨지며 종종 제거의 대상이 된다.
비키니의 인기가 높아짐에 따라 음모에 대한 수용도가 떨어졌다. 그러나 특정한 스타일을 가진 여성용 수영복과 함께 수영복의 가랑이 주위 부분에서 음모가 보일 수 있다. 수영복의 크기가 줄어들면서 특히 1945년 이후에 비키니가 등장한 이후로 비키니 왁싱 작업도 인기를 끌고 있다. 브라질리안 스타일은 T팬티 스타일을 띤 아랫부분이 등장하면서 인기를 끌었다.
비키니 왁싱은 비키니 아랫부분의 스타일과 비키니 바깥쪽에서 볼 수 있는 피부의 양에 따라 다양한 편인데 아메리칸 왁싱(옆면, 허벅지 위, 배꼽 아래의 음모를 제모함), 프렌치 왁싱(앞부분의 세로줄만 남기고 제모함) 또는 브라질리언 왁싱(모든 음모를 제모하며 골반 부위, 특히 T팬티 스타일을 띤 아랫부분에 적합함)으로 나뉜다.

## 비키니 탠

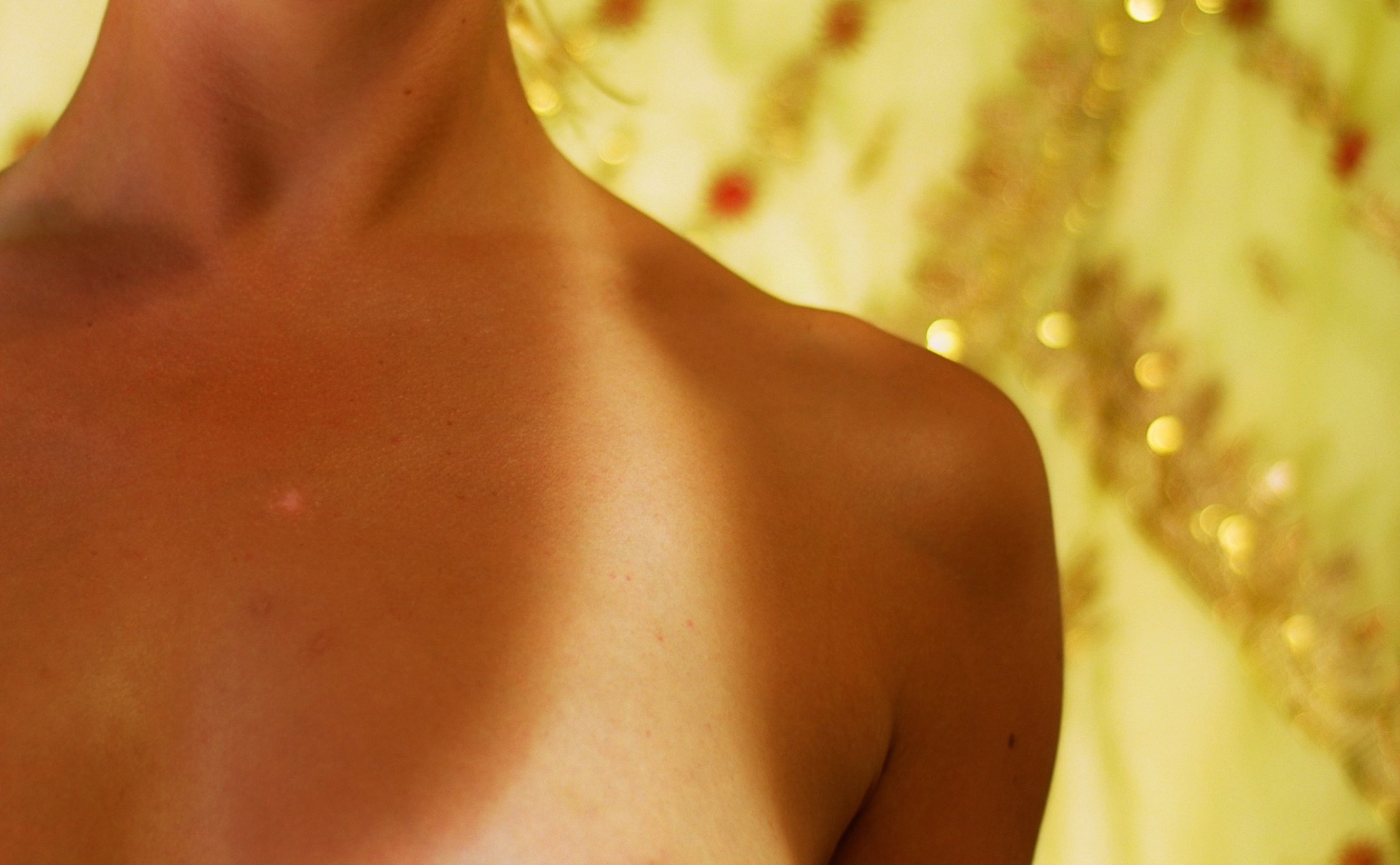
비키니에 의해 형성된 탠 라인

일광욕을 할 때 비키니를 입음으로써 생기는 탠 라인(Tan line)은 비키니 탠(Bikini tan)으로 알려져 있다. 이러한 황갈색 선들은 옅은 가슴, 가랑이, 엉덩이와 그을린 피부를 분리한다. 1990년대에 눈에 띄는 비키니 선탠 라인이 인기를 끌었고 브라질의 한 스파는 2016년부터 마스킹 테이프를 이용한 완벽한 비키니 선탠 라인을 제공하기 시작했다.
비키니는 몸의 대부분을 잠재적으로 위험한 자외선에 노출하도록 만들기 때문에 과도한 노출은 일광화상, 피부암 뿐만 아니라 피부, 눈, 면역계에 다른 급성 그리고 만성적인 건강 영향을 일으킬 수 있다. 결과적으로 의학 단체들은 비키니를 착용한 사람들이 일광화상, 피부암, 주름지고 처진 피부로부터 보호하는 것으로 밝혀진 넓은 스펙트럼의 자외선 차단제를 사용하여 그들 자신을 보호할 것을 권고하고 있다. 특정한 자외선 차단 성분이 시간이 지남에 따라 피부에 침투할 경우 해를 끼치는 것에 대한 우려가 있었지만 최근 연구에 따르면 자외선 차단제는 인류의 건강에 부정적인 영향을 미치지 않는다는 사실이 입증되었다.
1969년에 개발된 탠스루(Tan-through) 수영복의 혁신은 육안으로는 거의 보이지 않지만 햇빛 없이 일광욕을 할 수 있을 정도로 햇빛이 들어오는 수천 개의 미세한 구멍으로 천공된 천을 사용한다.